# Coupe de la Ligue 2008-2009
La Coupe de la Ligue 2008-2009 fu la 15ª edizione della manifestazione. Iniziò il 3 settembre 2008 e si concluse il 25 aprile 2009 con la finale allo Stade de France, vinta dal Bordeaux per quattro a zero contro il Vannes. La squadra campione in carica era il Paris Saint-Germain.

## Calendario
| Turno            | Partita Unica                                |                                              |
| ---------------- | -------------------------------------------- | -------------------------------------------- |
| Preliminari      | 3 settembre 2008                             | 3 settembre 2008                             |
| Primo turno      | 9 settembre 2008                             | 9 settembre 2008                             |
| Secondo turno    | 23-24 settembre 2008                         | 23-24 settembre 2008                         |
| Ottavi di finale | 11-12 novembre 2008                          | 11-12 novembre 2008                          |
| Quarti di finale | 13-14 gennaio 2009                           | 13-14 gennaio 2009                           |
| Semifinali       | 4 febbraio 2009                              | 4 febbraio 2009                              |
| Finale           | 25 aprile 2009 Saint-Denis (Stade de France) | 25 aprile 2009 Saint-Denis (Stade de France) |

## Partite

### Turno Preliminare
| Squadra 1         | Risultato        | Squadra 2 |
| ----------------- | ---------------- | --------- |
| Créteil-Lusitanos | 2 - 1            | Niort     |
| FC Libourne       | 0 - 2            | Nîmes     |
| Tours             | 1 - 2            | Boulogne  |
| Istres            | 1 - 1(3 - 4 dcr) | Gueugnon  |
| Vannes            | 3 - 0            | Digione   |

### Primo Turno
| Squadra 1         | Risultato   | Squadra 2     |
| ----------------- | ----------- | ------------- |
| Guingamp          | 2 - 0 (dts) | Gueugnon      |
| Lens              | 4 - 1       | Sedan         |
| Créteil-Lusitanos | 2 - 1       | Brest         |
| Metz              | 2 - 1       | Stade Reims   |
| Troyes            | 2 - 1       | Angers        |
| Vannes            | 3 - 2 (dts) | Amiens        |
| Ajaccio           | 2 - 4 (dts) | Montpellier   |
| Châteauroux       | 3 - 1       | Nîmes         |
| Strasburgo        | 1 - 2 (dts) | Bastia        |
| Boulogne          | 2 - 0       | Clermont Foot |

### Secondo Turno
| Squadra 1         | Risultato        | Squadra 2           |
| ----------------- | ---------------- | ------------------- |
| Vannes            | 3 - 3(5 - 4 dcr) | Valenciennes        |
| Boulogne          | 1 - 3            | Nizza               |
| Créteil-Lusitanos | 1 - 0            | Nantes              |
| Bastia            | 0 - 1            | Châteauroux         |
| Auxerre           | 1 - 1(6 - 5 dcr) | Tolosa              |
| Monaco            | 0 - 1            | Paris Saint-Germain |
| Montpellier       | 2 - 2(4 - 2 dcr) | Lilla               |
| Metz              | 3 - 1            | Troyes              |
| Sochaux           | 1 - 0            | Olympique Marsiglia |
| Lorient           | 0 - 3            | Lens                |
| Rennes            | 2 - 2(4 - 3 dcr) | Le Mans             |
| Grenoble          | 2 - 3            | Nancy               |
| Guingamp          | 4 - 1            | Saint-Étienne       |
| Le Havre          | 3 - 1            | Caen                |

### Ottavi di finale
| Squadra 1           | Risultato | Squadra 2         |
| ------------------- | --------- | ----------------- |
| Paris Saint-Germain | 2 - 0     | Nancy             |
| Bordeaux            | 4 - 2     | Guingamp          |
| Vannes              | 2 - 0     | Auxerre           |
| Montpellier         | 1 - 2     | Châteauroux       |
| Nizza               | 3 - 0     | Créteil-Lusitanos |
| Le Havre            | 3 - 1     | Rennes            |
| Olympique Lione     | 1 - 3     | Metz              |
| Sochaux             | 0 - 1     | Lens              |

### Quarti di finale
| Squadra 1           | Risultato        | Squadra 2   |
| ------------------- | ---------------- | ----------- |
| Vannes              | 1 - 1(4 - 3 dcr) | Metz        |
| Nizza               | 1 - 0            | Le Havre    |
| Paris Saint-Germain | 2 - 0            | Lens        |
| Bordeaux            | 2 - 1            | Châteauroux |

### Semifinali
| Squadra 1           | Risultato        | Squadra 2 |
| ------------------- | ---------------- | --------- |
| Nizza               | 1 - 1(3 - 4 dcr) | Vannes    |
| Paris Saint-Germain | 0 - 3            | Bordeaux  |

### Finale
| Arbitro: | Fredy Fautrel |

|                                                |           |  |
| Wendel 3’ Planus 11’ Gouffran 12’ Gourcuff 40’ | Marcatori |  |

| Bordeaux | Vannes |